# DJ Jean
DJ Jean, de son vrai nom Jan Engelaar (né le 7 mai 1968), est un disc jockey et producteur néerlandais de musique électronique.

## Biographie
La carrière de DJ Jean débute en 1989, lorsqu'il remporte le championnat néerlandais de mixage et de scratch. Après avoir mixé dans divers clubs, il se fait connaître en tant que DJ live de la boîte de nuit iT d'Amsterdam. En 1999, il remporte un succès international avec The Launch, atteignant notamment la deuxième place dans les charts britanniques. La réplique Get Ready for the Launch est interprétée par Natasja Morales. À partir de 2002, il travaille comme DJ pour Radio 538. En 2007, il passe à Caz! où il réalise l'émission Madhouse@midnight. La même année, il passe à Slam!FM, où il présente l'émission DJ Jean @ Work les vendredis et samedis soirs. Parallèlement, il présente une émission hebdomadaire le samedi soir sur la station de radio ISLA 106 à Ibiza et à Majorque, intitulée DJ Jean's Mad House.
Depuis le 14 juin 2014, DJ Jean peut être entendu tous les samedis soirs de 13 h à 14 h (plus tard de 14 h à 15 h) sur Radio Veronica avec son émission DJ Jean @ Work. Depuis juillet 2015, cette émission est diffusée sur la station régionale de dance Fresh FM.

## Discographie

### Singles
| Année                                             | Titre                        | Meilleure position | Meilleure position | Meilleure position | Meilleure position | Meilleure position | Meilleure position | Meilleure position | Meilleure position | Album         |
| Année                                             | Titre                        | AUS                | BEL                | FRA                | ALL                | P-B                | SUÈ                | SUI                | R-U                | Album         |
| ------------------------------------------------- | ---------------------------- | ------------------ | ------------------ | ------------------ | ------------------ | ------------------ | ------------------ | ------------------ | ------------------ | ------------- |
| 1997                                              | Let Yourself Go (avec Peran) | —                  | —                  | —                  | —                  | 45                 | —                  | —                  | —                  | Single inédit |
| 1998                                              | U Got My Love                | —                  | —                  | —                  | —                  | 51                 | —                  | —                  | —                  | Single inédit |
| 1999                                              | The Launch                   | 74                 | 14                 | 28                 | 92                 | 2                  | 40                 | —                  | 2                  | Single inédit |
| 2000                                              | Love Come Home               | 53                 | 26                 | —                  | —                  | 4                  | —                  | 99                 | —                  | Single inédit |
| 2001                                              | Lift Me Up                   | —                  | 53                 | —                  | —                  | 12                 | —                  | —                  | —                  | Single inédit |
| 2003                                              | Supersounds                  | —                  | 56                 | —                  | —                  | 26                 | —                  | —                  | —                  | Single inédit |
| 2004                                              | Every Single Day             | —                  | 56                 | —                  | —                  | 4                  | —                  | —                  | —                  | Single inédit |
| 2005                                              | Feel It                      | —                  | —                  | —                  | —                  | 17                 | —                  | —                  | —                  | Single inédit |
| 2007                                              | Sexy Lady                    | —                  | —                  | —                  | —                  | 17                 | —                  | —                  | —                  | Single inédit |
| 2009                                              | Play that Beat               | —                  | —                  | —                  | —                  | 6                  | —                  | —                  | —                  | Single inédit |
| 2009                                              | Original Dutch (vs. Quintin) | —                  | —                  | —                  | —                  | 41                 | —                  | —                  | —                  | Single inédit |
| 2009                                              | The Bomb (vs. Asino)         | —                  | —                  | —                  | —                  | 74                 | —                  | —                  | —                  | Single inédit |
| 2010                                              | New Dutch Shuffle            | —                  | —                  | —                  | —                  | 80                 | —                  | —                  | —                  | Single inédit |
| « — » montre qu'aucun classement n'a été atteint. |                              |                    |                    |                    |                    |                    |                    |                    |                    |               |